# Crépuscule civil
Le crépuscule civil est la forme de crépuscule marquée qui apparaît lorsque le Soleil est abaissé à moins de 6° sous l'horizon. Les étoiles et les planètes les plus brillantes deviennent visibles dans le ciel. Dans les régions circumpolaires, près du solstice d'été, ce phénomène est responsable des nuits blanches.
On parle de crépuscule nautique lorsque le Soleil est situé entre 6° et 12° sous l'horizon et de crépuscule astronomique entre 12° et 18°.